# Ngozumpa Kang I

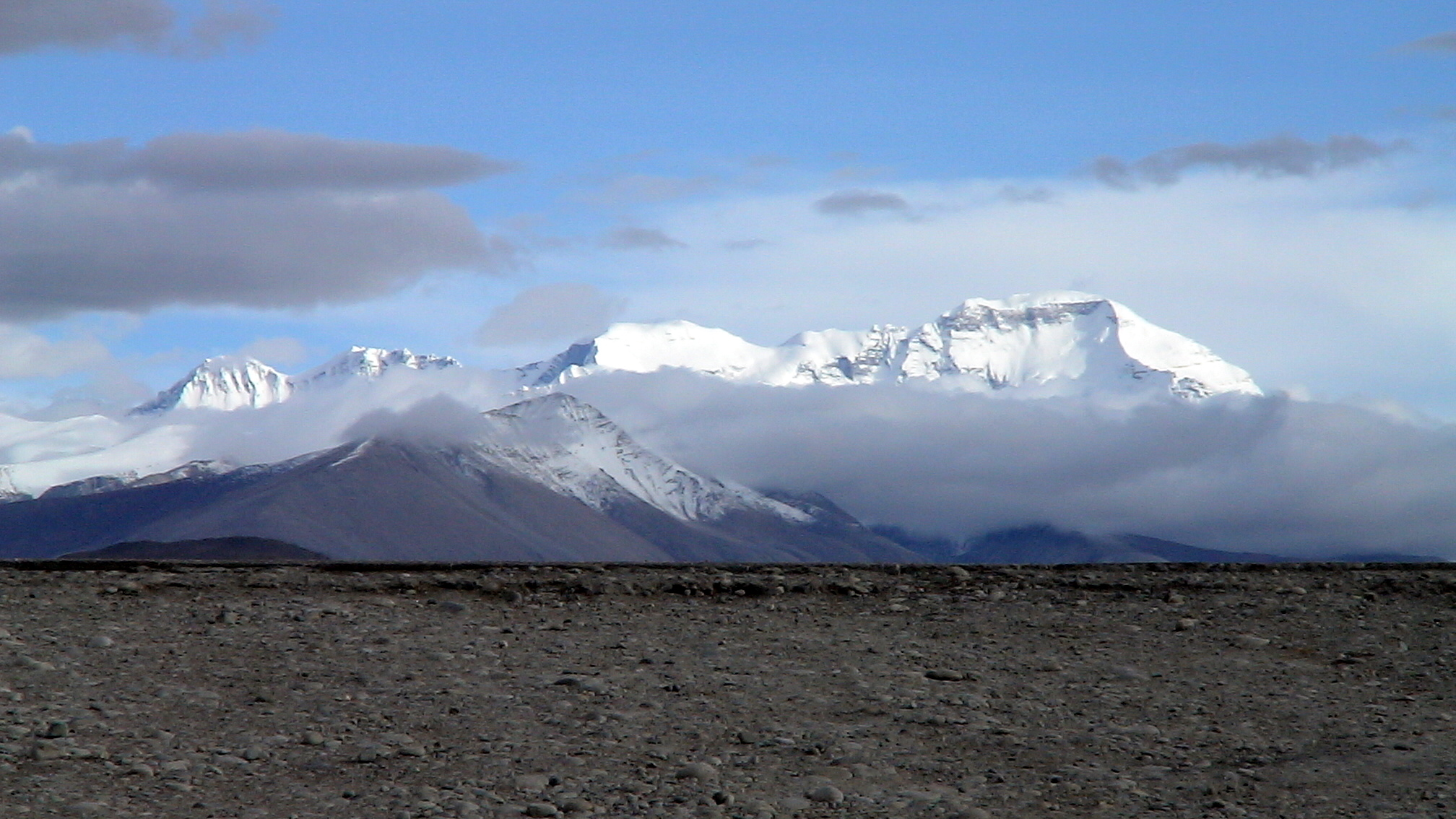
Ngozumpa Kang I ze severu (uprostřed)

Ngozumpa Kang I (také Ngojumba Kang nebo Tenzing Peak) je vrchol vysoký 7 916 m n. m. v Himálajích na hranici mezi Nepálem a Čínskou lidovou republikou.

## Charakteristika
Ngozumpa Kang I se nachází na hřbetě spojující Čo Oju (2,66 km na západ) a Gjačung Kang (6 km na východ).
V roce 2013 nepálská vláda navrhla pojmenování vrcholu na počest Tenzinga Norgaye jako Tenzing Peak.

## Vrcholy
Ngozumpa Kang má dva vrcholy:
- Ngozumpa Kang I s výškou 7 916m n. m.
- Ngozumpa Kang II leží východně od Ngozumpa Kang I a je vysoký 7 743m n. m.

## Prvovýstup
Prvovýstup na Ngozumpa Kang I byl uskutečněn v roce 1965 korejskou expedicí z jihu. Naomi Uemura a Pemba Tenzing dosáhli vrcholu 24. dubna 1965.